# Protoplanetă

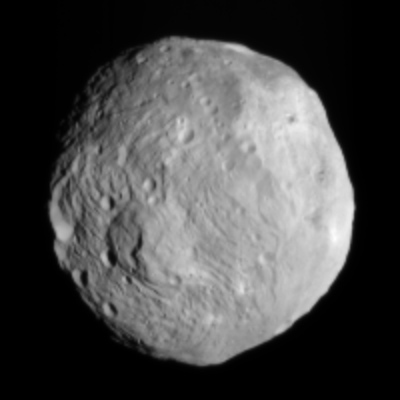
O protoplanetă, 4 Vesta.

Protoplanetele sunt corpuri cerești planetare care își au originea în discurile protoplanetare, folosindu-și deja topitura interioară pentru producerea unor interioare diferențiate. Mai pe scurt, protoplanetele sunt planete în formare.